# How Does It Feel (London Grammar)
How Does It Feel is een nummer van de Britse indiepopband London Grammar uit 2021. Het is de vierde single van hun derde studioalbum Californian Soil.
De plaat kent een elektronisch en dansbaar geluid, iets van London Grammar niet eerder deed. In de tekst van het nummer vraagt frontvrouw Hannah Reid zich af hoe haar ex-vriend zich voelt nadat hij zijn relatie met Reid verbrak. "How Does It Feel" was één van Reids favorieten op "Californian Soul". Het nummer was met een 67e positie niet heel succesvol in thuisland het Verenigd Koninkrijk. De Nederlandse Top 40 bereikte de plaat niet, wel werd de 12e positie gehaald in de Verrukkelijke 15. In Vlaanderen bereikte het nummer de 8e positie in de Tipparade.